# Hypercompe nigriplaga
Hypercompe nigriplaga är en fjärilsart som beskrevs av Walker 1855. Hypercompe nigriplaga ingår i släktet Hypercompe och familjen björnspinnare. Inga underarter finns listade i Catalogue of Life.